# Aulotrachichthys
Aulotrachichthys (Fowler, 1938) è un genere di pesci ossei marini appartenenti alla famiglia Trachichthyidae.

## Distribuzione e habitat
Il genere è diffuso in tutti gli oceani nelle zone tropicali e subtropicali, con l'eccezione delle parti orientali dell'oceano Atlantico e del Pacifico, la specie A. sajademalensis è penetrato nel mar Mediterraneo in seguito alla migrazione lessepsiana.
Si trovano su fondi o affioramenti rocciosi della piattaforma continentale a profondità non elevate, fino a qualche centinaio di metri.

## Tassonomia
Il genere comprende 11 specie:
- Aulotrachichthys argyrophanus
- Aulotrachichthys atlanticus
- Aulotrachichthys heptalepis
- Aulotrachichthys latus
- Aulotrachichthys novaezelandicus
- Aulotrachichthys nyx
- Aulotrachichthys prosthemius
- Aulotrachichthys pulsator
- Aulotrachichthys sajademalensis
- Aulotrachichthys spiralis
- Aulotrachichthys titan